# مايك فيث
مايك فيث (بالإنجليزية: Mike Faith)‏ هو شخصية أعمال بريطاني، ولد في 24 سبتمبر 1964 في ساوثهامبتون في المملكة المتحدة.